# قطيفة العزيزية
قرية قطيفة العزيزية هي إحدى القرى التابعة لمركز منيا القمح في محافظة الشرقية في جمهورية مصر العربية. حسب إحصاءات سنة 2006، بلغ إجمالي السكان في قطيفة العزيزية 3602 نسمة، منهم 1860 رجل و1742 امرأة.

## التاريخ
قرية قطيفة العزيزية من القرى القديمة، حيث وردت باسم «قُطيفة من الصهرجتية» في أعمال الشرقية ضمن قرى الروك الصلاحي التي أحصاها ابن مماتي في كتاب قوانين الدواوين، كما وردت باسم «قُطيفة العزيزية» في أعمال الشرقية ضمن قرى الروك الناصري التي أحصاها ابن الجيعان في كتاب «التحفة السنية بأسماء البلاد المصرية». وفي العصر العثماني ورد اسمها في التربيع العثماني الذي أجراه الوالي العثماني سليمان باشا الخادم في عصر السلطان العثماني سليمان القانوني ضمن قرى ولاية الشرقية، وفي تاريخ 1228هـ/1813م الذي عدّ قرى مصر بعد المسح الذي قام به محمد علي باشا باسم «قطيفة العزيزية» ضمن قرى مديرية الشرقية.